# Marika i Politissa
Marika i Politissa (græsk: Μαρίκα η Πολίτισσα, bogstavligt: Maria fra Konstantinopel; født som Marika Frantzeskopoulou, græsk: Μαρίκα Φραντζεσκοπούλου, omkring begyndelsen af 1900-tallet i Konstantinopel) var en af de første kvindelige græske sangere til at indspille rembetika blues i Smyrna-stil på grammofonplade i de sene 1920'ere.